# Wang Guangyi
Wang Guangyi, in cinese: 王广义 (Harbin, 1957), è un artista cinese.
L'artista lavora e vive nella capitale cinese.

## Biografia
L'artista si è formato presso l'accademia d'arte di Zhuhai, dove ha approfondito lo studio dell'arte occidentale.

## Arte
Le opere di Wang Guangyi, sino al 2010, andavano a fondere famosi loghi occidentali con le immagini utilizzate dal governo cinese per la propaganda socialista. Negli anni ottanta crea un insieme di opere chiamate Post Classic, in cui l'artista riprendeva noti dipinti occidentali, rivisitandoli. Tra questi, vi è stata la Gioconda di Leonardo Da Vinci, dove raffigura la celebre Monna Lisa di spalle. La caratteristica di dipingere i soggetti da dietro è stata utilizzata in altri due dipinti: The Back of Tenderness e The Back of Humanity. La motivazione di tale scelta è stata spiegata dallo stesso pittore come un modo per ricercare tranquillità, evitando la descrizione di dettagli ritenuti non importanti. Questo gruppo di dipinti rappresentano il senso di smarrimento ma, nello stesso tempo, un modo per andare alla ricerca di qualcosa di ancora non conosciuto. Profondamente colpito da Ernst Gombrich, Wang Guangyi è convinto che l'artista non crei mai un'opera d'arte da zero bensì vada a correggere una realtà culturale. Correzione che risente del contesto storico in cui vive l'artista.

## Mostre personali
- Wang Guangyi, Hanart TZ Gallery, Hong Kong, Cina, 1994
- Witnessed: Wang Guangyi, Littmann Kulturprojekte, Basilea, Svizzera, 1996
- Wang Guangyi: Face of Faith, Soobin Art Int'l, Singapore, 2001
- Wang Guangyi, Galerie Enrico Navarra, Parigi, Francia, 2003
- Wang Guangyi, Galerie Urs Meile, Lucerna, Svizzera, 2004
- Wang Guangyi, Arario Gallery, Seul, Corea del Sud, 2006
- Wang Guangyi, Galerie Thaddaeus Ropac, Parigi, Francia 2007
- Visual Polity: Another Wang Guangyi, OCT Contemporary Art Terminal, He Xiangning / Art Museum, Shenzhen, Cina, 2008
- Cold War Aesthetics: Wang Guangyi, Louise Blouin Space of the Louise Blouin Foundation, Londra, Regno Unito, 2008
- Visual Archives of Chinese Contemporary Art: Wang Guangyi – The Interactive Mirror Image, Tank Loft, Chongqing Contemporary Art Center, Chongqing, Cina, 2011[3]
- Thing-In-Itself: Utopia, Pop and Personal Theology, Today Art Museum, Pechino, Cina, 2012[4]
- Wang Guangyi: Cold War Aesthetics (Shanghai Pujiang Oversea Chinese Town Public Art Project), Pujiang Oversea Chinese Town, Shanghai, Cina. 2012
- Passage to History: 20 Years of La Biennale di Venezia and Chinese Contemporary Art, 55th Biennale di Venezia, 2013[5]

## Pubblicazioni

### Monografie
- Wang Guangyi, timezone 8, Hong Kong 2002. Essays by Karen Smith, Yan Shanchen, Charles Merewether, Li Xianting, Huang Zhuan and Lu Peng. ISBN 962-86388-7-4
- Demetrio Paparoni, Wang Guangyi, Words and Thoughts 1985−2012, Skira, Milan, Italy 2013. ISBN 8857215679
- Huang Zhuan, Politics and Theology in Chinese Contemporary Art /Reflections on the work of Wang Guangyi, Skira, Milan, Italy 2013. ISBN 978-88-572-2143-4

### Cataloghi
- Yan Shanchun, Lu Peng and others, Wang Guangyi within the Trends of Contemporary Art (Chengdu: Sichuan Fine Arts Publishing House, 1992).
- Wang Guangyi: Face of Faith (Singapore: Soobin Art Int'l, 2001).
- Wang Guangyi: The Legacy of Heroism (Hong Kong and Paris: Hanart TZ Gallery and Galerie Enrico Navarra, 2004).
- Wang Guangyi (Seoul: Arario Gallery, 2006).
- Wang Guangyi: Art and People (Chengdu: Sichuan Fine Arts Publishing House, 2006).
- Wang Guangyi (Seoul and Paris: Arario Gallery and Galerie Thaddaeus Ropac, 2007).
- Huang Zhuan and Fang Lihua, Visual Politics: Another Wang Guangyi (Guangzhou City: Lingnan Fine Arts Publishing House, 2008).
- Wang Guangyi: Cold War Aesthetics (London: Louise Blouin Foundation, 2008).
- Thing-in-Itself: Utopia, Pop and Personal Theology, edited by Huang Zhuan (Guangzhou City: Lingnan Art Publishing House, 2012)

## Collezioni Pubbliche
- Allen Memorial Art Museum, Oberlin, Ohio, USA.
- Museo Thyssen-Bornemisza, Madrid, Spagna.
- Cartier Limited, Parigi, Francia.
- China Academy of Fine Arts, Hangzhou, Cina.
- China Club, Hong Kong, Cina.
- Deutsches Historisches Museum, Berlino, Germania.
- Essl Museum – Kunst der Gegenwart, Vienna, Austria.
- Guangdong Art Museum, Guangzhou, Cina.
- Guggenheim Museum, Abu Dhabi, Emirati arabi uniti.
- Guy & Myriam Ullens Foundation, Svizzera.
- He Xiangning Art Museum, Shenzhen, Cina
- Long Museum, Shanghai, China. • Museum Ludwig, Aachen, Germany.
- Minsheng Art Museum, Shanghai, Cina
- Overseas Chinese Town, Shanghai, Cina.
- Pacific Asia Museum, Pasadena, California, USA.
- San Francisco Museum of Modern Art, San Francisco, California, USA.
- Shenzhen Art Museum, Shenzhen, Cina.
- Taikang Life Insurance Company.
- Limited, Pechino, Cina.
- Fondazione Ford, New York, USA.
- The Sammlung Essl Collection of contemporary Art (Kunst der Gegenwart), Vienna, Austria.
- Today Art Museum, Pechino, Cina.
- Yuz Art Museum, Jakarta, Indonesia.

## Documentari su Wang Guangyi
- CHIMERAS – Wang Guangyi, Mika Mattila (Finland), 69m17s, Mika Mattila & Navybluebird Ltd., Special show: Today Art Museum, Pechino, 2012; Toronto, 2013; San Francisco, 2013.
- Reasoning with Idols – Wang Guangyi, Andrew Cohen (Swiss), 26m46s, A-C Films, Swiss, 2012.
- Art of Wang Guangyi, Wang Junyi (China), 76m20s, Wang Guangyi Studio, Chongqing: Tank Loft-Chongqing Contemporary Art Center, 2011; Shanghai: Shanghai Museum, 2011; Beijing: Today Art Museum, 2012.
- Arts China – Wang Guangyi, Weng Ling (Cina), 36m22s,
- The Travel Channel, Hainan, Cina, 2010.
- Wang Guangyi, Wang Luxiang, Cina, 36m13s, Phoenix Television, 2006, Hong Kong, Cina.
- The Orient Sun – Wang Guangyi, 48m39s, SBS Television, Corea del Sud, 2005.
- 85 New Wave, Shi Xianfa, Cina, 20m02s, CCTV, Cina, 1986.